# Sadao Takagi
Sadao Takagi, född 1932 i Toyama prefektur, är en japansk entomolog som är specialiserad på sköldlöss, särskilt pansarsköldlöss.
Auktorsnamnet Takagi kan användas för Sadao Takagi i samband med ett vetenskapligt namn inom zoologin; se Wikipedia-artiklar som länkar till auktorsnamnet.